# O Mundo de Apu
O Mundo de Apu (original:Apur Sansar) é um filme indiano de 1959, realizado por Satyajit Ray. O Mundo de Apu é o último filme da Trilogia de Apu.

## Sinopse
Apu é um estudante desempregado que sonha com um futuro como escritor, mas não tem dinheiro para seguir o conselho do seu professor e fazer a universidade. Certo dia Apu é visitado por Pulu, um amigo de longa data, que o convence a acompanhá-lo ao casamento da sua prima Aparna na aldeia ancestral deles.
No dia do casamento o noivo revela-se perturbado mental e o casamento é cancelado. Mas os convidados seguem a rigorosa tradição de que uma vez marcada a data auspiciosa do casamento, a noiva tem de se casar ou nunca mais se poderá assim unir. Para que a sua prima não fique impedida para sempre de se casar, como exige a tradição, Pulu pede a Apu que substitua o noivo tornando-se ele noivo de Aparna. Depois da sua recusa, tendo em conta o destino que vai cair sobre Aparna, e ainda sem ter visto a sua futura noiva, Apu acaba por concordar e casa-se. O casal regressa a Calcutá e desenvolve-se uma boa relação amorosa. Entretanto Aparna morre de parto e Apu, desvairado pela dor, culpa o filho recém-nascido pela morte da sua mulher.
Com o coração partido e a vida desfeita, Apu recusa as suas responsabilidades e abandona Calcutá para perambular por toda a Índia, deixando o filho Kajal com os seus avós. Uns anos mais tarde Pulu descobre que Kajal não está a ter a educação que precisa e decide procurar por Apu. Encontra-o numa pedreira e convence-o a assumir responsabilidade pelo filho. O reencontro com o filho não é fácil pois este não conhece o pai, mas, eventualmente, acaba por aceitá-lo como amigo e vai viver com ele em Calcutá.

## Elenco
- Soumitra Chatterjee como Apu
- Sharmila Tagore como Aparna, mulher de Apu
- Alok Chakravarty como Kajal
- Swapan Mukherji como Pulu
- Dhiresh Majumdar como Shashinarayan
- Sefalika Devi como mulher de Pulu
- Dhiren Ghos como Senhorio

## Prémios
Medalha do Presidente (New Delhi)
- 1959 - Medalha de Ouro do Presidente

National Film Awards (জাতীয় চলচ্চিত্র পুরস্কার) "Prémios Nacionais de Cinema" (India)
- 1960 - Best Film "Melhor filme"

British Film Institute "Instituto Britânico de Cinema" (Londres)
- 1960 - Sutherland Award para Best Original And Imaginative Film "Prémio Sutherland para Melhor Filme Original e Imaginativo"

14th Edinburgh International Film Festival "14º Festival Internacional de Cinema de Edimburgo"
- 1960 - Diploma Of Merit "Diploma de Mérito"

National Board of Review Award Prémio da Mesa National de Revisão (EUA)
- 1960 - Best Foreign Film "Melhor Filme Estrangeiro"

British Academy Film Awards Prémios da Academia Britânica de Cinema" (UK)
- 1962 - Nominated for Best Film "Nomeação para Melhor Filme"